# Nihilist (musikgrupp)
Nihilist var ett tidigt death metal-band från Stockholm som existerade mellan 1987 och 1989, då medlemmarna gick vidare och bildade Entombed och Unleashed. Som i många andra fritidsgårdsband kom och gick medlemmarna.

## Medlemmar
Senaste medlemmar
- Alex Hellid – gitarr (1987–1989)
- Uffe Cederlund – gitarr (1987–1988, 1989)
- Nicke Andersson – trummor (1987–1989)
- Johnny Hedlund – basgitarr (1988–1989)
- Lars-Göran Petrov – sång (1988–1989)

Tidigare medlemmar
- David Blomqvist – basgitarr
- Leif "Leffe" Cuzner – basgitarr (1987–1988), gitarr (1988; död 2006)
- Mattias "Buffla" Boström – sång (1987–1988)

## Diskografi
Demor
- Premature Autopsy (mars 1988)

1. "Sentenced to Death" – 03:08
2. "Supposed to Rot" – 01:51
3. "Carnal Leftovers" – 03:01

- Only Shreds Remain (1989)

1. "Abnormally Deceased" – 02:56
2. "Revel in Flesh" – 03:32
3. "Face of Evil" – 03:39

- Drowned (augusti 1989)

1. "Severe Burns" – 05:41
2. "When Life Has Ceased" – 04:10

Split-singel
- Hard Raw Fast med Cemetarium, Strebers och D.T.A.L. (24 januari 1990)

Sida A
1. Strebers – "Oh Mama" – 03:30
2. Nihilist – "Face of Evil" – 03:37

Sida B
1. Cemetarium – "Acid Eyes"
2. D.T.A.L. – "Arise"

Samlingsalbum
- Nihilist (1987–1989) (25 april 2005; utgivet på Alex Hellids skivbolag Threeman)

1. "Sentenced to Death" – 03:11
2. "Supposed to Rot" – 01:54
3. "Carnal Leftovers" – 03:04
4. "Abnormally Deceased" – 03:05
5. "Revel in Flesh" – 03:41
6. "Face of Evil" – 03:49
7. "Severe Burns" – 05:40
8. "When Life Has Ceased" – 04:11
9. "Morbid Devourment" – 05:23
10. "Radiation Sickness" (Repulsion-cover) – 01:58
11. "Face of Evil" – 03:38
12. "But Life Goes On" – 02:53
13. "Shreds of Flesh" – 02:08
14. "The Truth Beyond" – 03:26